# Френклин Гроув (Илиноис)
Френклин Гроув (енгл. Franklin Grove) град је у америчкој савезној држави Илиноис.

## Демографија
По попису из 2010. године број становника је 1.021, што је 31 (-2,9%) становника мање него 2000. године.
| Група             | 2000.         | 2010.       |
| Белци             | 1.041 (99,0%) | 986 (96,6%) |
| Афроамериканци    | 1 (0,1%)      | 3 (0,3%)    |
| Азијати           | 1 (0,1%)      | 2 (0,2%)    |
| Хиспаноамериканци | 6 (0,6%)      | 19 (1,9%)   |
| Укупно            | 1.052         | 1.021       |